# Otta

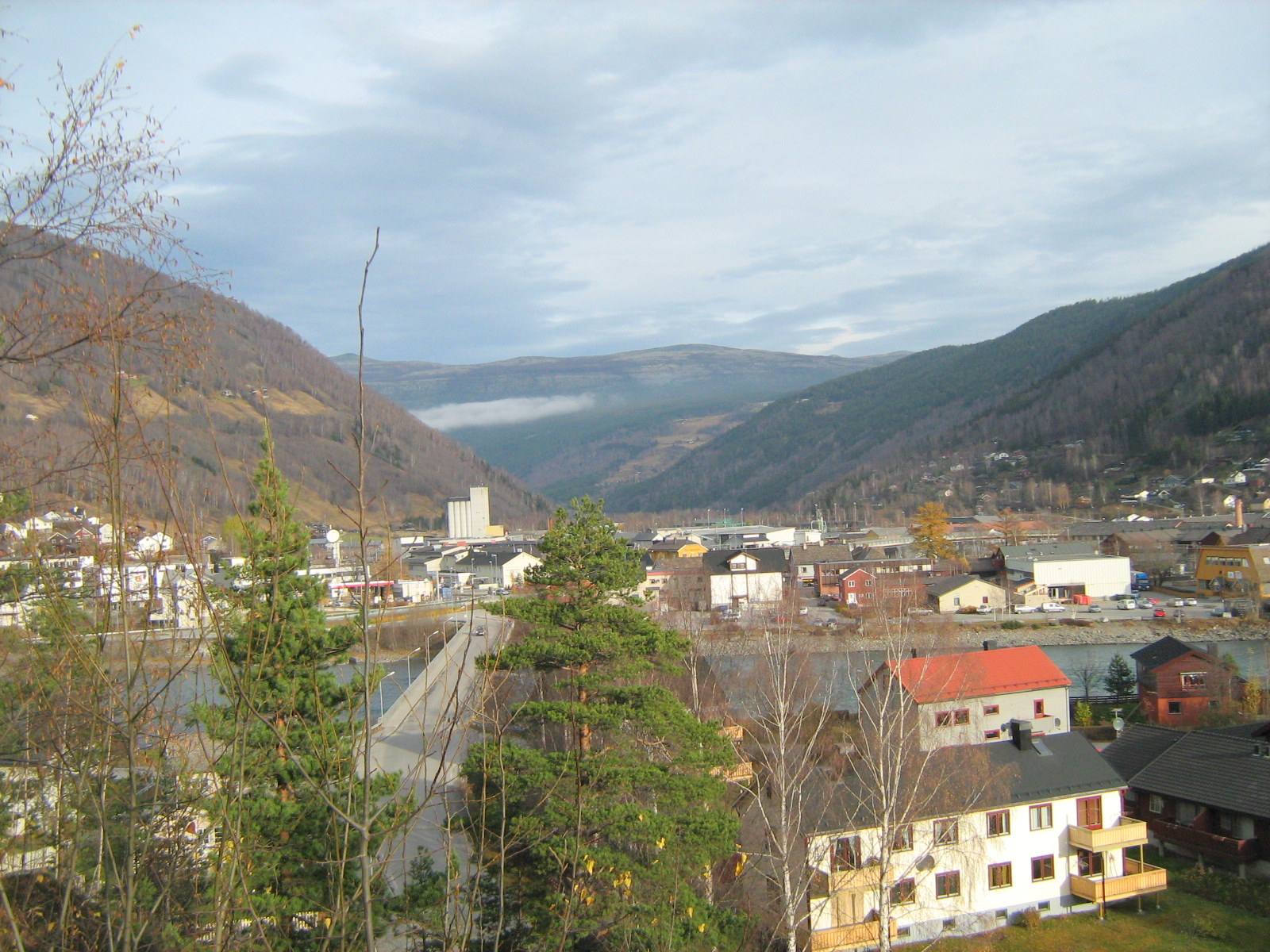
Otta

Otta − miasto w Norwegii, w gminie Sel, w prowincji Innlandet. W roku 2016 mieszkało w nim 1737 mieszkańców.
Otta położona jest u stóp gór Rondane, w który utworzono w 1962 pierwszy norweski park narodowy. Miejscowość jest punktem wypadowym w góry oraz centrum turystycznym i narciarskim. W mieście jest stacja kolejowa Otta.